# 金成和幸
金成 和幸（かなり かずゆき 1979年3月27日 - ）は、日本の競輪選手。日本競輪選手会福島支部所属、ホームバンクはいわき平競輪場。日本競輪学校（当時。以下、競輪学校）第88期生。師匠は渡邊正範。

## 来歴
福島県いわき市出身。
茨城県立高萩高等学校在学中はラグビーを行っていたが、卒業後に競輪選手を目指して競輪学校を受験し合格。自転車競技歴は短かったか強豪揃いの88期にあってトップの在校成績を治めたことから注目されるようになる。
初出走は2003年7月5日のいわき平競輪場で、初勝利も同レース。
デビュー後しばらくは伸び悩んだものの、2005年8月にはS級への特進を果たし上位定着へのきっかけを掴んだが、同年のヤンググランプリ出場権利獲得には間に合わなかった。
しかし2006年には高松宮記念杯など特別競輪への出場を先に果たすと「遅れてきた福島88期の強豪」と評されるまでになった。そしてラストチャンスとして出場を果たした同年のヤンググランプリでは、同県同期の渡邉一成の先行に乗り後方から猛追してきた佐藤友和を抑えて優勝した。この時の優勝インタビューでは第一声でファンに対し「どんなもんじゃい!」と絶叫し話題になった。

## 競走スタイル
デビューしてから暫くは特に戦法はこだわらず自在で戦うスタイルで、自ら動く時は規制される前まで4.00の大ギアを使用したこともあった。山崎芳仁とは同県同期同年代の大親友であり、大ギアの使用は山崎の影響を受けたものであった。
現在は追込（マーク屋）となっている。